# Rob Bourdon
Pour les articles homonymes, voir Bourdon.
Rob Bourdon, de son vrai nom Robert Gregory Bourdon, né le 20 janvier 1979 à Agoura Hills, en Californie, est un musicien américain. Il était le batteur du groupe Linkin Park de 1996 à 2017.

## Vie privée
Rob est très discret sur sa vie privée. À 13 ans, il entre dans son premier groupe, qui joue principalement des reprises de Nirvana. Au lycée de la vallée de San Fernando, il fait la connaissance de Brad Delson, avec qui il joue dans un groupe de rap-funk appelé Relative Degree, qui ne connut aucun succès. Avant de devenir le batteur de Linkin Park, il était serveur dans un restaurant. Maintenant, il vit à Los Angeles avec sa petite amie, Susan.

## Technique de jeu
Rob sait jouer de la batterie depuis ses 10 ans. Cette vocation vient du fait que sa mère connaissait personnellement les membres du groupe Aerosmith, et l'a un jour emmené à un de leurs concerts. Il sait aussi jouer du piano.
Dans les deux premiers albums de Linkin Park, nommés respectivement Hybrid Theory et Meteora, Rob jouait des rythmes simples, mais l'on note des détails intéressants, comme le jeu de charleston dans One Step Closer, un jeu plus rapide dans les titres Papercut, In the End, Forgotten, Faint...  Il joue un jeu plus agressif dans By Myself, Points of Authority, Figure.09, Hit the Floor ou Don't Stay par exemple. 
Dans l'album Minutes to Midnight, Rob adopte un jeu beaucoup plus énergique et plus polyvalent. Ce jeu est plus rock dans des morceaux comme What I've Done, Valentine's Day, Shadow of the Day, The Little Things Give You Away ainsi que In Pieces, et plus technique et agressif dans No More Sorrow ou Given Up (seuls morceaux « agressifs » de l'album). 
Dans A Thousand Suns, de nombreux éléments de percussions sont mis en avant, la batterie occupant ainsi une part moins importante. Dans cet album, tout comme dans Living Things, les touches électroniques sont mises en valeur.
Dans The Hunting Party, la batterie est très présente et un jeu agressif est mis en valeur comme dans Rebellion ou Keys to the Kingdom.

## Discographie avec Linkin Park
- 1999 :  Hybrid Theory EP
- 2000 : Hybrid Theory
- 2002 : Reanimation
- 2003 : Meteora
- 2003 : Live in Texas
- 2004 : Collision Course
- 2007: Minutes to Midnight
- 2008 : Road to Revolution: Live at Milton Keynes
- 2010 : A Thousand Suns
- 2012 : Living Things
- 2013 : Recharged
- 2014 : The Hunting Party
- 2017 : One More Light
- 2017 : One More Light Live
- 2020: Hybrid Theory 20th Anniversary Edition
- 2023 : Meteora 20th Anniversary Edition
- 2024: Papercuts (Singles Collection 2000–2023)